# Университет штата Пенсильвания
Университет штата Пенсильвания (англ. The Pennsylvania State University)  —  публичный исследовательский университет в США, находящийся в Юниверсити-Парк, штат Пенсильвания. Один из 15 лучших финансируемых налогоплательщиками университетов США. Р. Молл в своей книге 1985 года назвал университет одним из «общественных плющей» — финансируемых штатами университетов, обеспечивающих качество образования, сравнимое с Лигой плюща.
В университете обучаются более 46000 студентов, что делает его одним из крупнейших университетов США. 

## Показатели
- В 2014 году в Университет штата Пенсильвания занял 58-е место в мире и 37-е в стране в Академическом рейтинге университетов мира[3].
- Издание U.S. News & World Report в своём рейтинге национальных университетов и колледжей за 2014 год присвоило ему 48-е место[4]
- В 2014 году Университет штата Пенсильвания занял 166 строчку в рейтинге лучших вузов США по версии Forbes[5].

Университет также известен своим высоким конкурсом и высоким проходным баллом.

## История
25 марта 2002 года в университете состоялся первый реслинга драфт World Wrestling Entertainment (WWE). 